# Nematocarcinoidea
Nematocarcinoidea is een superfamilie van kreeftachtigen uit de klasse van de Malacostraca (hogere kreeftachtigen).

## Families
- Eugonatonotidae Chace, 1937
- Nematocarcinidae Smith, 1884
- Rhynchocinetidae Ortmann, 1890
- Xiphocarididae Ortmann, 1895